# Éric Lévi
Éric Lévi (bürgerlicher Name Eric Jacques Levisalles, * 1955 in Paris, Frankreich) ist ein französischer Musiker (Gitarre und Keyboard) und Komponist.

## Leben
1975 gründete Éric Lévi zusammen mit Fabienne Shine die Hardrock-Band Shakin' Street, die die zwei Alben Vampire Rock und Solid As A Rock herausbrachte. Shakin' Street tourte kurz mit AC/DC und Blue Öyster Cult, bevor sie sich 1981 auflöste.
Später schrieb Éric Lévi die Soundtracks zu mehreren Filmen, darunter  Operation Corned Beef und die Komödie Les Visiteurs (deutscher Titel: Die Besucher), die auch ein internationaler Erfolg und der Film mit höchsten Einspielzahlen in Frankreich wurde. 
Bekannt wurde er aber als Mastermind des Musikprojektes ERA.
ERAs gleichnamiges Debütalbum erschien 1997 und wurde mit über 6 Millionen Verkäufen eines der am häufigsten exportierten Alben in Frankreich. Der Nachfolger Era 2 wurde 1999 veröffentlicht. Danach folgten 2003 The Mass, 2008 Reborn und 2010 The Essential.
Charakteristisch für die Musik von ERA ist die Mischung aus Rock, symphonischen Klängen und gregorianischen Chören oft in pseudo-lateinischer Sprache.

## Filmografie (Auswahl)
- 1991: Operation Corned Beef (L'Opération Corned-Beef)
- 1993: Die Besucher (Les Visiteurs)
- 1994: Blonde Vergeltung (La vengeance d'une blonde)
- 1995: Die Schutzengel (Les anges gardiens )
- 1996: Wo geht's zur Hochzeit meiner Frau? (Ma femme me quitte)
- 1998: Die Zeitritter – Auf der Suche nach dem heiligen Zahn (Les couloirs du temps: Les visiteurs II)
- 2006: Die Töchter des chinesischen Gärtners (Les filles du botaniste)
- 2016: Die Besucher – Sturm auf die Bastille (Les visiteurs: La révolution)